# Tamara Ułżabajewa
Tamara Aleksandrowna Ułżabajewa z domu Kuzniecowa (ros. Тамара Александровна Улжабаева (Кузнецова); ur. 4 sierpnia 1987 w Szymkencie) – kazachska wspinaczka sportowa. Specjalizuje się w boulderingu, prowadzeniu oraz we wspinaczce na czas. Brązowa medalistka mistrzostw świata we wspinaczce sportowej z 2011 z Arco. Wicemistrzyni Azji z 2015 w konkurencji na czas.

## Kariera sportowa
W 2011 we włoskim Arco zdobyła brązowy medal mistrzostw świata we wspinaczce sportowej w konkurencji wspinaczki na czas.
Na plażowych igrzyskach azjatyckich we wspinaczce sportowej w 2014 w tajlandzkim Phuket zdobyła złoty medal indywidualnie we wspinaczce na czas, a drużynowo w sztafecie medal brązowy.
Wielokrotna uczestniczka, medalistka mistrzostw Azji we wspinaczce sportowej w konkurencjach;
- na szybkość – srebrny medal (2015); brązowe medale (2012, 2013 oraz w 2019 w sztafecie),
- w boulderingu – brązowy medal (2013),
- w prowadzeniu – brązowy medal (2013).

## Osiągnięcia

### Mistrzostwa świata
| Konkurencje         | 2007 | 2009 | 2011 | 2012 | 2014 | 2016 |
| Bouldering          | 51   | 31   | 29   | 19   | —    | 45   |
| Prowadzenie         | 59   | 37   | 55   | 53   | 44   | 55   |
| Wsp. na czas        | 10   | 11   | 3    | 17   | 14   | 12   |
| Wsp. na czas h=10 m | —    | 18   | —    | —    | —    | —    |

### Mistrzostwa Azji
| Konkurencje       | 2007 | 2008 | 2010 | 2012 | 2013 | 2015 | 2016 | 2017 | 2018 | 2019 |
| Bouldering        | x    | x    | 6    | —    | 3    | 11   | 7    | 9    | 20   | 4    |
| Prowadzenie       | x    | x    | 8    | —    | 3    | 26   | 21   | 12   | 22   | 11   |
| Wsp. na czas      | x    | x    | 6    | 3    | 3    | 2    | 5    | 6    | 25   | 11   |
| Sztafeta na czas  | —    | —    | —    | —    | —    | —    | —    | 4    | —    | 3    |
| Wspinaczka łączna | —    | —    | —    | —    | —    | —    | —    | —    | 22   | 8    |

### Plażowe igrzyska azjatyckie
| Konkurencje        | 2014 |
| Wspinaczka na czas | 1    |
| Sztafeta na czas   | 3    |